# Mezihoří (Městečko Trnávka)
Mezihoří je malá vesnice, část obce Městečko Trnávka v okrese Svitavy. Nachází se asi 2 km na východ od Městečka Trnávky, mezi sídly se nachází kopec se zříceninou hradu Cimburk. Prochází tudy železniční trať Česká Třebová - Prostějov se stejnojmennou železniční zastávkou (pravidelná osobní doprava provozovaná do prosince 2011 a pak byla obnovena v roce 2015 ) a silnice II/644. V roce 2009 zde bylo evidováno 15 adres. V roce 2001 zde trvale žilo 71 obyvatel.
Mezihoří leží v katastrálním území Mezihoří u Městečka Trnávky o rozloze 1,31 km2.

## Galerie

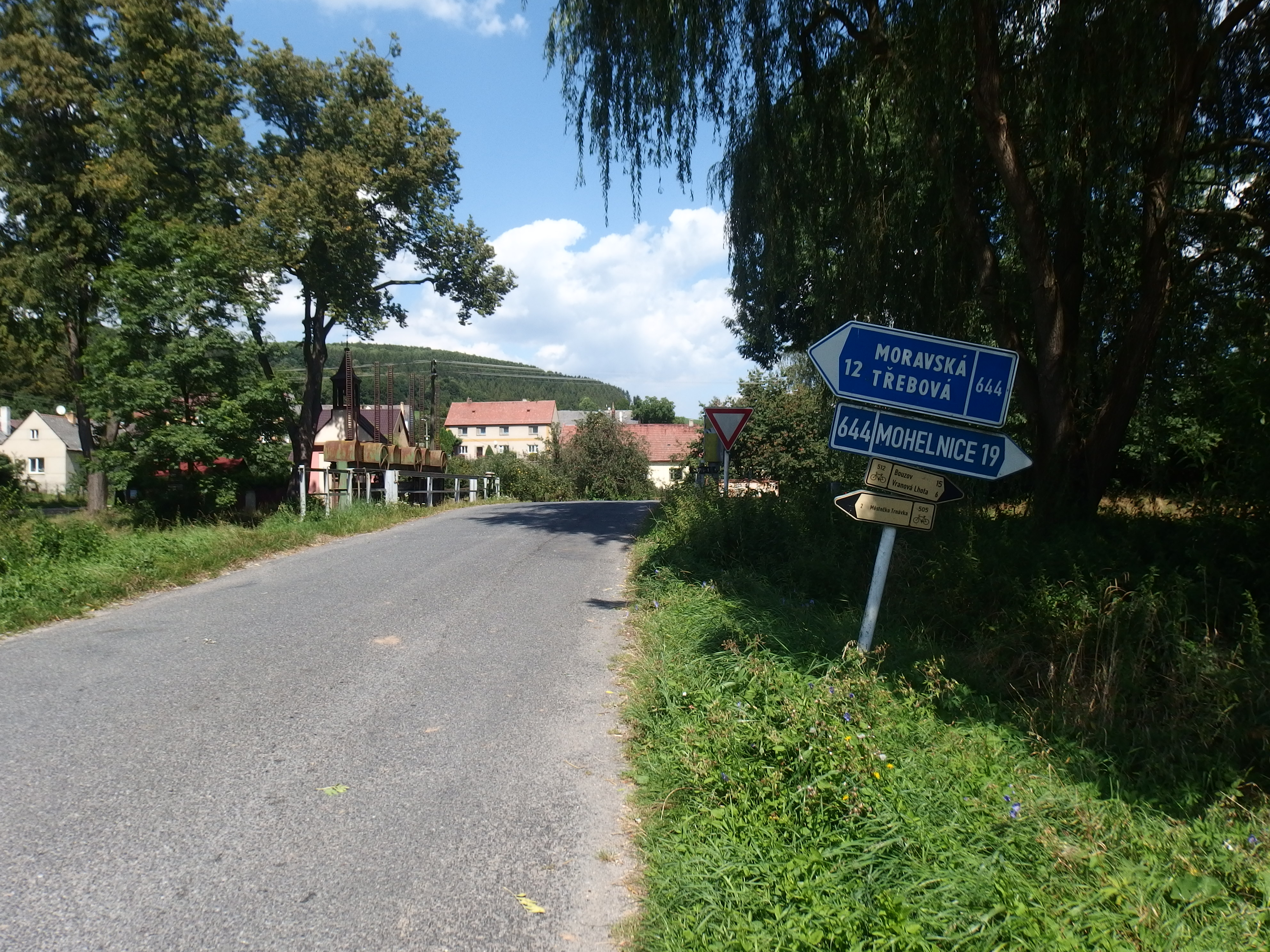
Směrovky na mostě přes Třebůvku
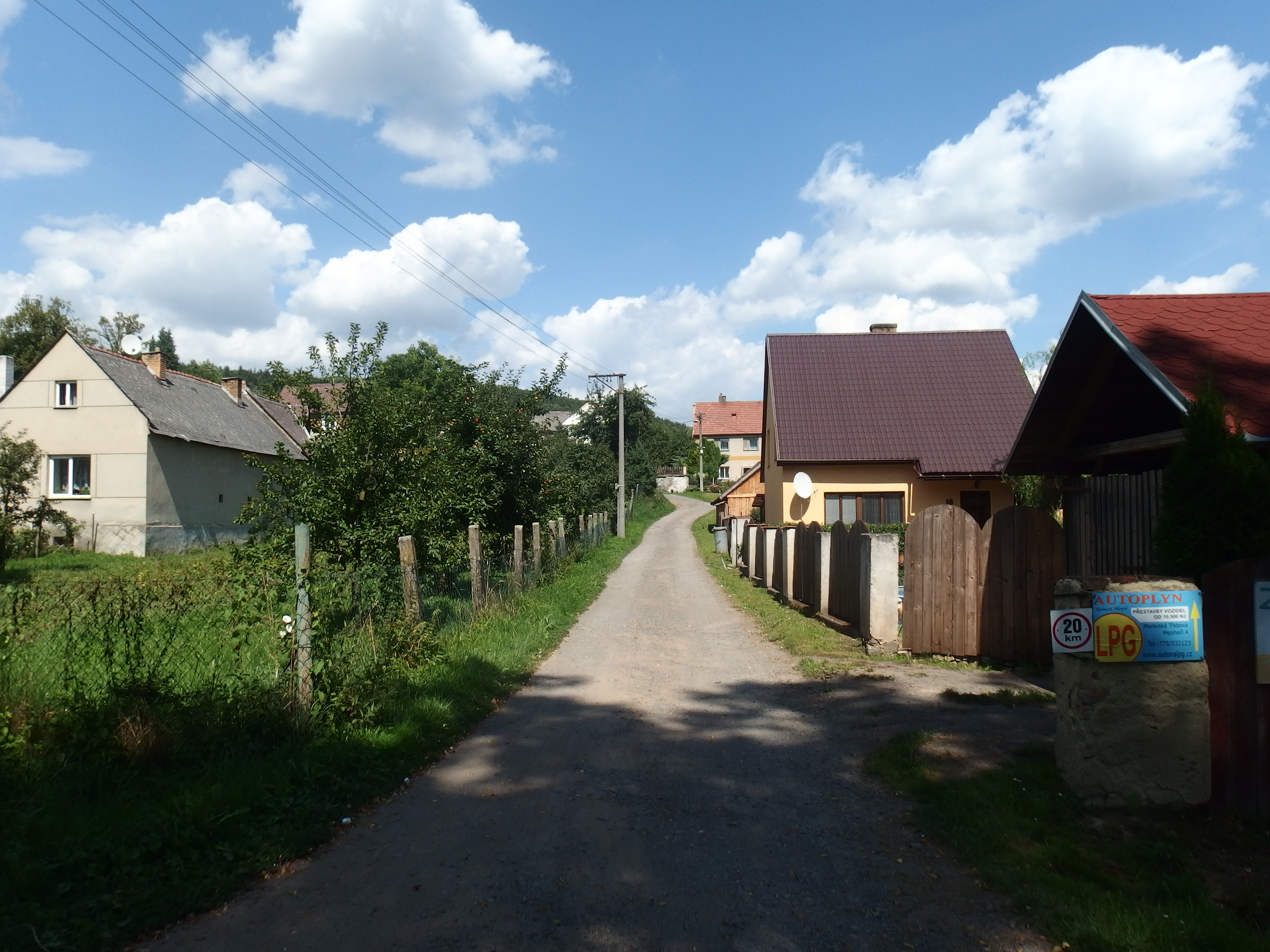
Ulička
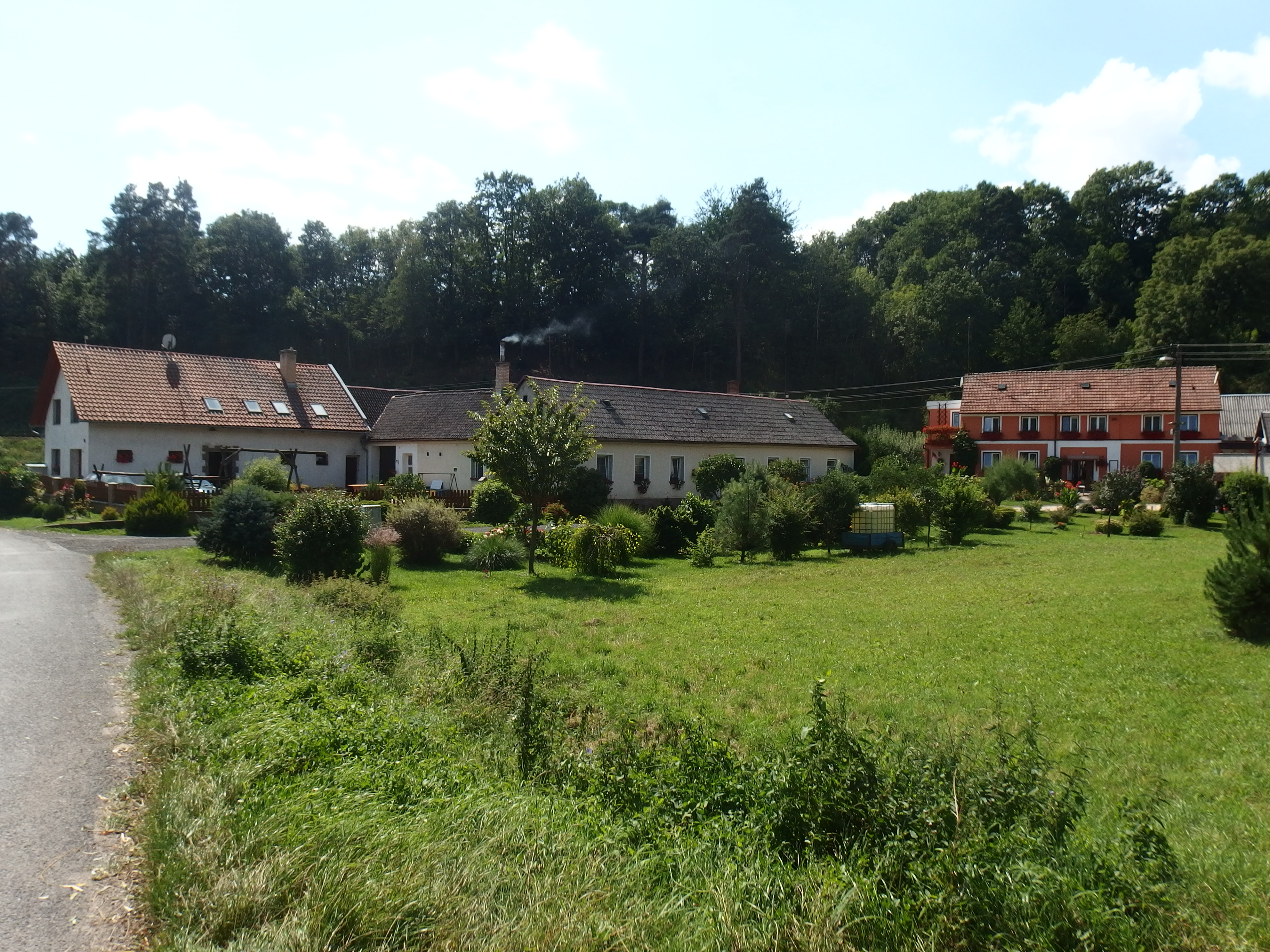
Zástavba na pravém břehu Třebůvky
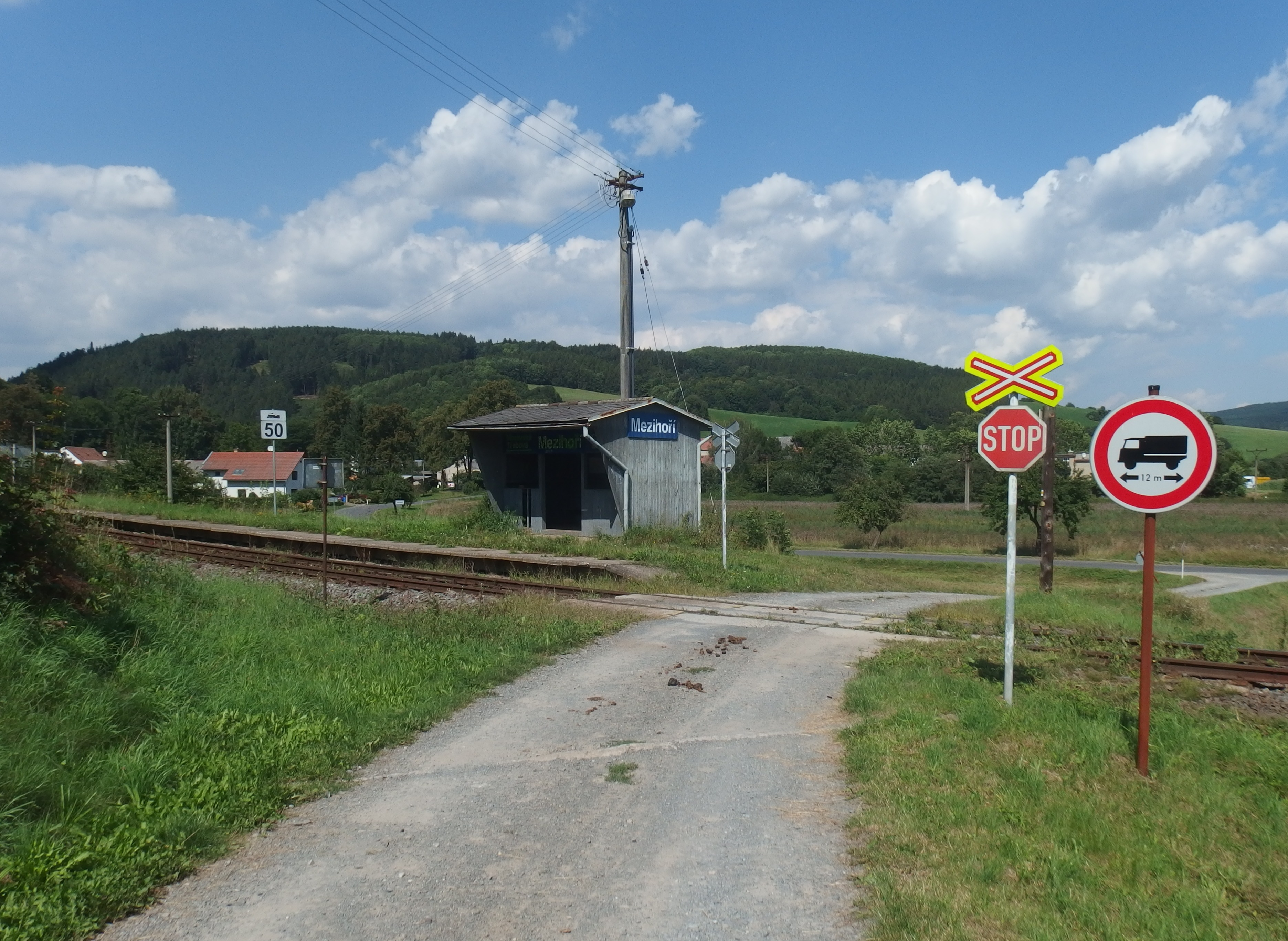
Železniční zastávka na málo frekventované trati Třebovice v Čechách-Chornice